# Iyotetsu
Iyo Tetsudō (伊予鉄道?, Ferrovia di Iyo), comunemente nota come Iyotetsu, è una società giapponese di trasporto passeggeri del gruppo Iyotetsu. Con sede nella città di Matsuyama, nella prefettura di Ehime, l'azienda è impegnata nel settore ferroviario, tramviario e autobus.

## Storia
La società fu fondata il 14 settembre 1887 e nel 1888 apre la linea tra Matsuyama e Mitsu. Nel 1892 apre la linea Takahama, tra Mitsu e Takahama, la prima nello Shikoku. Oltre a essere la prima ferrovia nello Shikoku, fu anche la terza ferrovia privata in Giappone. Nel 1899 apre la linea Yokogawara tra Hirai e Yokogawara. Nel 1900 si fonde con le ferrovie Nanyo acquisendo così la linea Gunchū mentre nel 1921 si fonde con il tram elettrico Matsuyama. Prende il nome dall'ex provincia di Iyo.

## Servizi

Mappa del percorso

### Linee ferroviarie
La rete ferroviaria dell'azienda è composta da tre linee:
| Colore | Linea            | Nome giapponese | Capolinea                       | Lunghezza (km) | Stazioni |
| ------ | ---------------- | --------------- | ------------------------------- | -------------- | -------- |
|        | Linea Takahama   | 高浜線          | Takahama - Città di Matsuyama   | 9,4            | 10       |
|        | Linea Yokogawara | 横河原線        | Città di Matsuyama - Yokogawara | 13,2           | 15       |
|        | Linea Gunchū     | 郡中線          | Città di Matsuyama - Gunchūkō   | 8,3            | 12       |

### Tram
Chiamato linea urbana Matsuyama (松山市内線?, Matsuyama Shinai-sen) o tram urbano, con sede presso la stazione della città di Matsuyama, è un sistema di cinque linee tranviarie (路面電車?, romen-densha) interconnesse.

Sviluppo della rete di tram e treni a Matsuyama (incl. la Linea Yosan JR Shikoku e la funivia Matsuyamajō)

#### Linee
Le linee ufficiali sono cinque.
- Jōhoku: Komachi - Heiwadōri 1
- Jōnan: Dōgo Onsen - Nishi-Horibata, Kamiichiman - Heiwadōri 1
- Honmachi: Nishi-Horibata - Hommachi 6
- Ōtemachi: Nishi-Horibata - Stazione JR Matsuyama - Komachi
- Hanazono: Stazione della città di Matsuyama - Minami-Horibata

#### Percorsi
Sono cinque le tratte regolarmente in servizio che utilizzano una o più linee di cui sopra.
- Percorso 1 - Linea ad anello (in senso orario): Stazione della città di Matsuyama → Stazione JR di Matsuyama → Kiyachō → Teppochō → Ōkaidō → Stazione della città di Matsuyama
- Percorso 2 - Linea ad anello (in senso antiorario): Stazione della città di Matsuyama → Ōkaidō → Teppochō → Kiyachō → Stazione JR di Matsuyama → Stazione della città di Matsuyama
- Percorso 3: Dōgo Onsen — Ōkaidō — Stazione della città di Matsuyama
- Percorso 5: Dōgo Onsen — Ōkaidō — Stazione JR Matsuyama
- Percorso 6: Dōgo Onsen — Ōkaidō — Hommachi 6

### Autobus
La società gestisce autobus autostradali che collegano Matsuyama e le principali città del Giappone, tra cui Tokyo, Osaka, Fukuyama, Takamatsu, Tokushima e Kōchi. Gestisce anche una rete locale all'interno e nei dintorni della città.

## Materiale rotabile

### Ferrovia
- Serie 700 (ex serie Keio 5000)
- Serie 610
- Serie 3000 (ex serie Keio 3000)

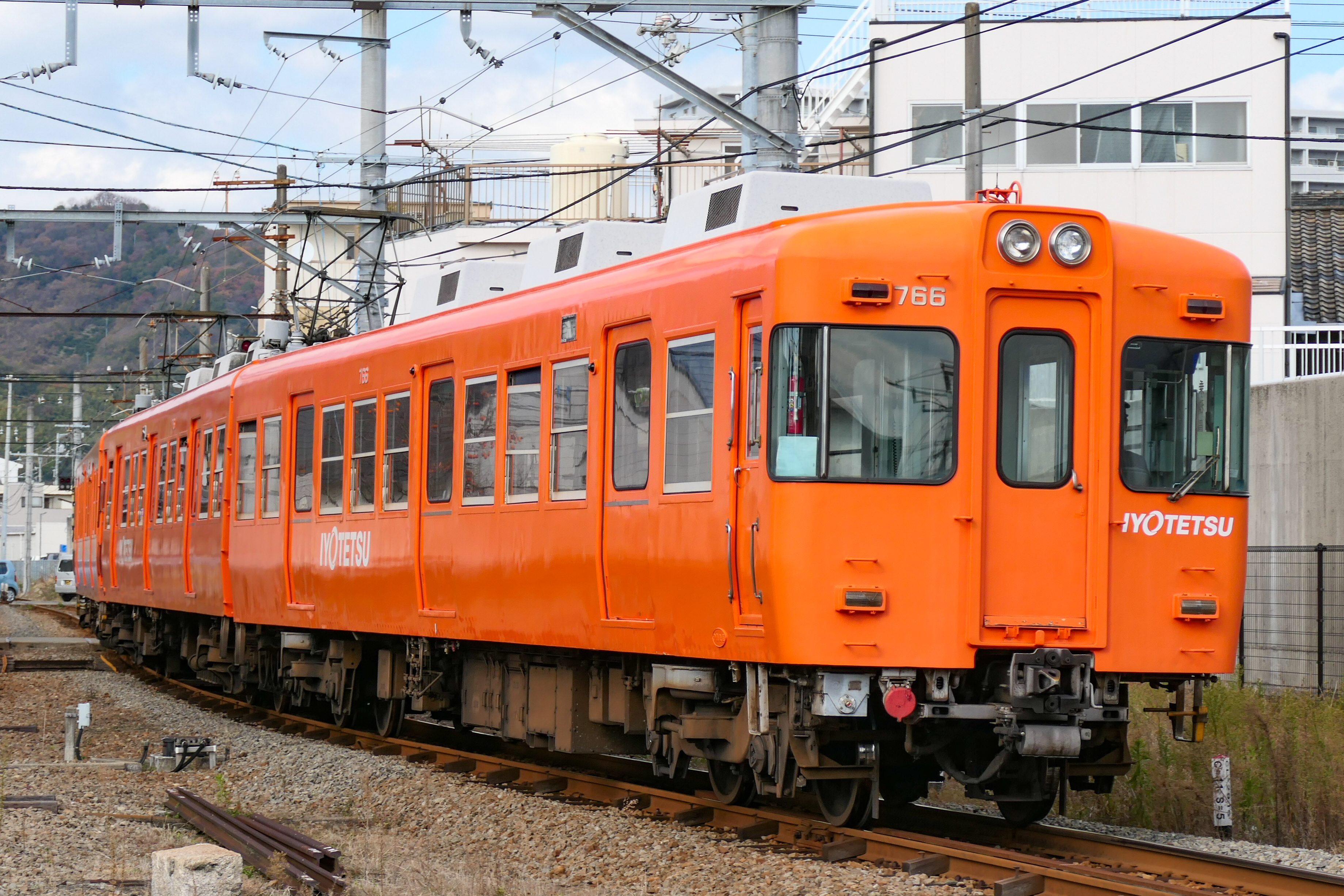
Serie 700
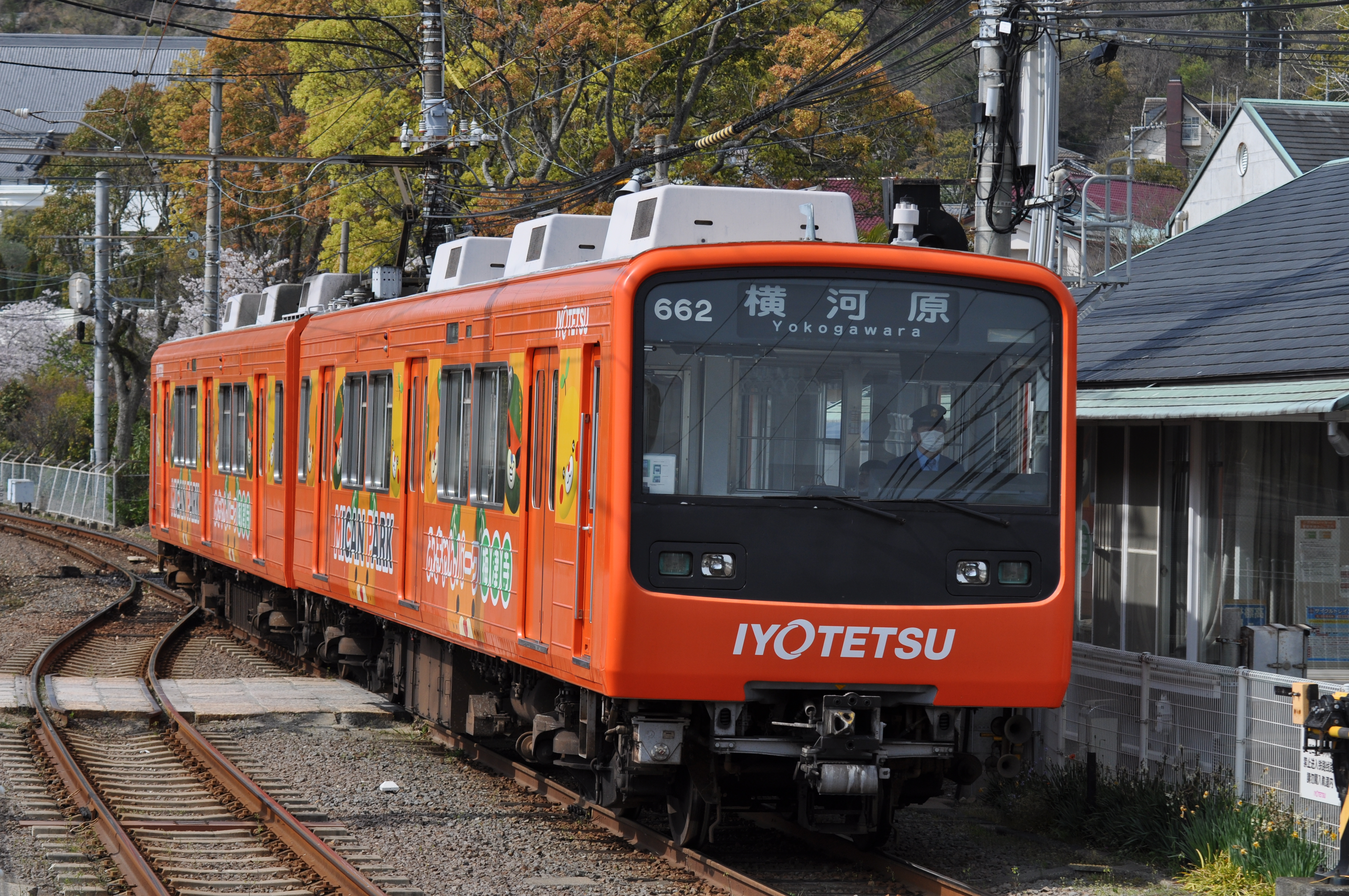
Serie 610
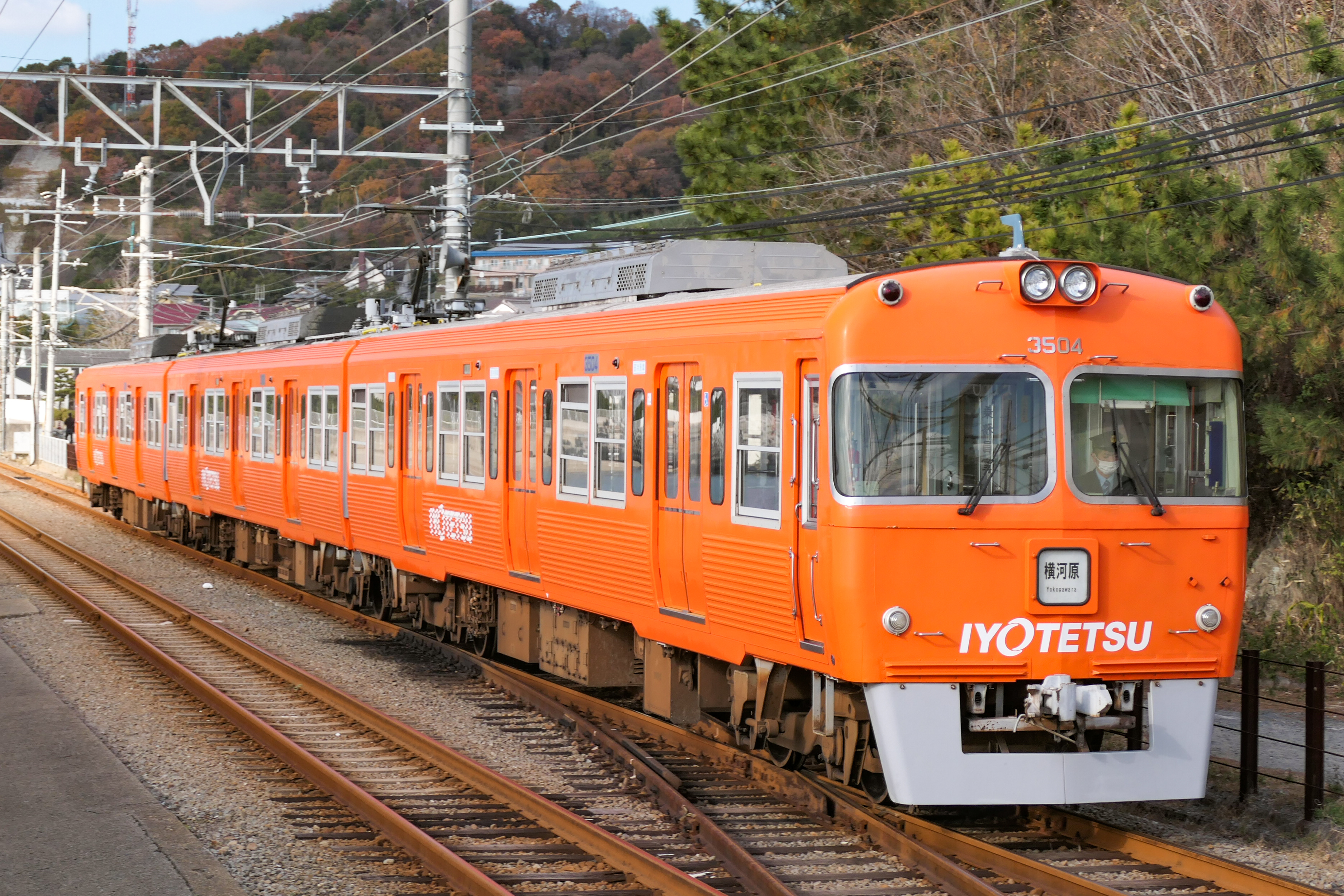
Serie 3000

### Tram
- Serie MoHa 50 (dal 1951)
- Serie MoHa 2000 (dal 1964)
- Serie MoHa 2100 (dal 2002)
- Serie MoHa 5000 (da settembre 2017[5][6])

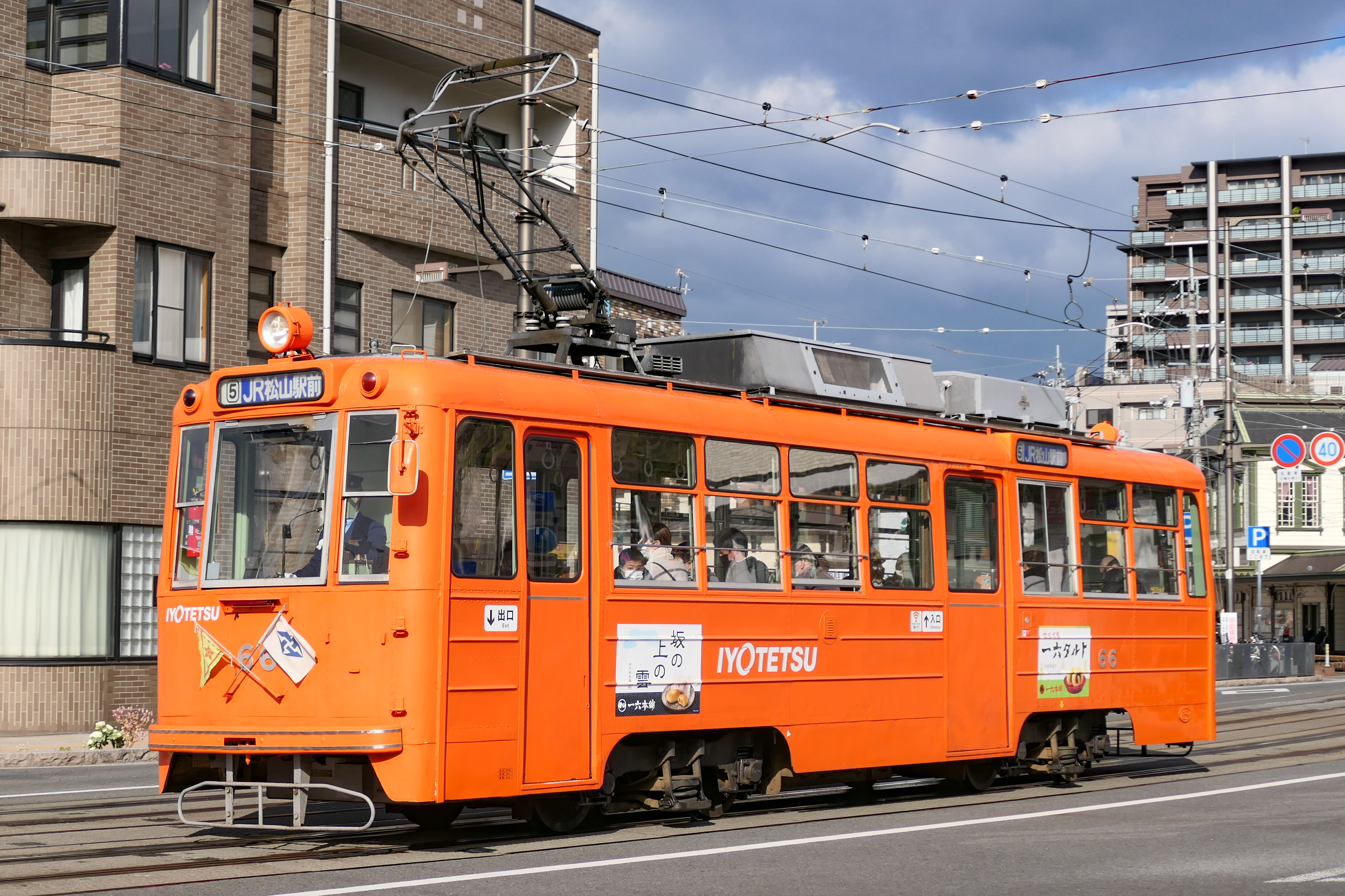
Serie MoHa 50
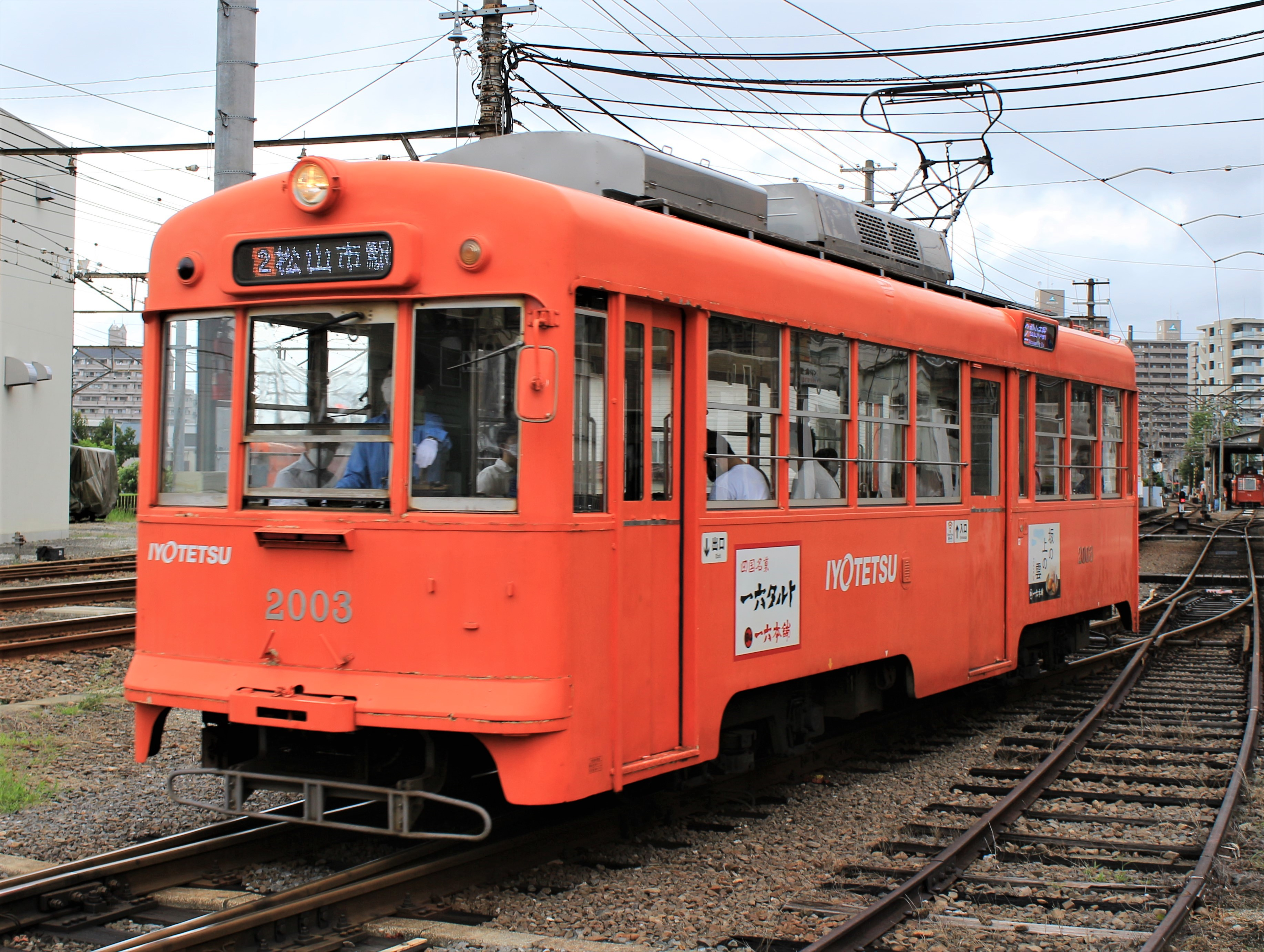
Serie MoHa 2000
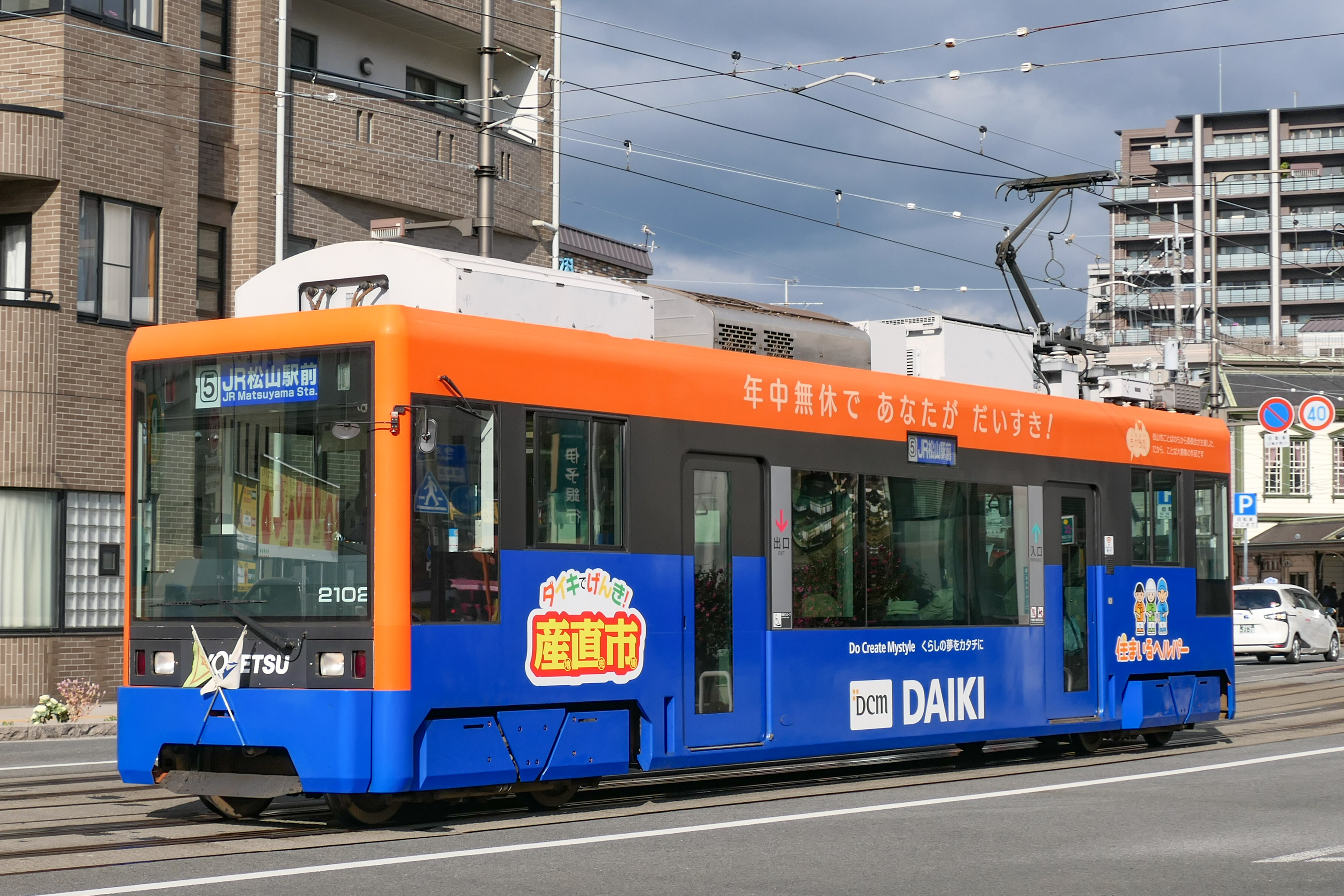
Serie MoHa 2100
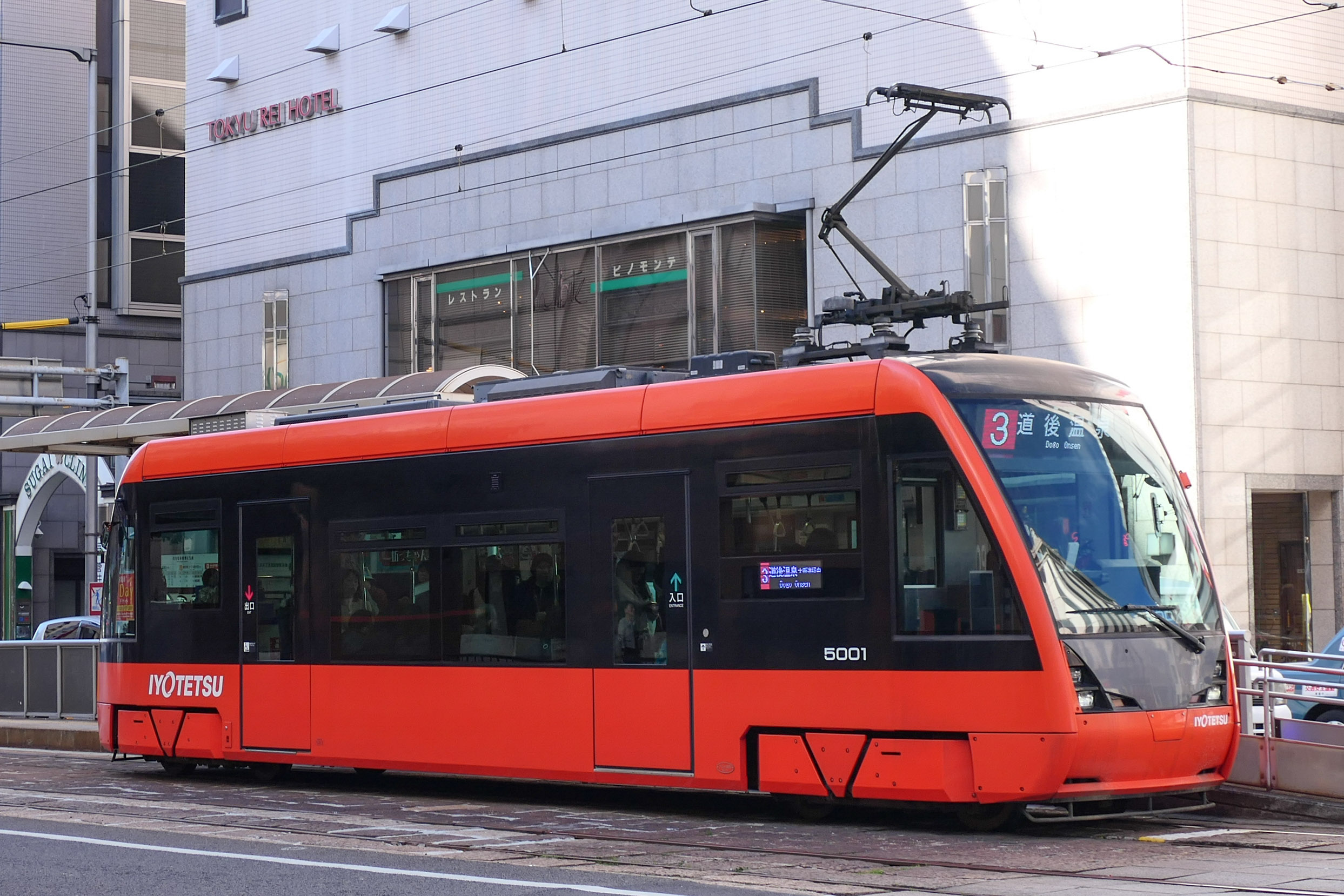
Serie MoHa 5000